# Drymodromia beckeri
Drymodromia beckeri är en tvåvingeart som beskrevs av Smith 1969. Drymodromia beckeri ingår i släktet Drymodromia och familjen dansflugor. Inga underarter finns listade i Catalogue of Life.